# Bengueladelfin
Bengueladelfin (Cephalorhynchus heavisidii) är en art i släktet Cephalorhynchus som tillhör familjen delfiner.  Den förekommer bara vid kustlinjen av Namibia och västra Sydafrika.

## Kännetecken
Arten är jämförelsevis liten med en maximal kroppslängd på 1,75 meter och en vikt omkring 75 kilogram. Huvudet påminner om öresvinet och därför förväxlas dessa arter ibland. Vid främre kroppen är sidorna ljusgrå och längre bakåt mörkgrå. Buken och några fläckar under ryggfenan (som ibland sammanhänger) är vitaktiga.
Parningstiden ligger i våren eller sommaren. Enligt antagningar har honor förmåga att para sig vart tredje år. Dräktigheten varar i tio månader. Ungdjur blir efter fem till nio år könsmogna och livslängden uppgår till 20 år. Därför ökar populationen bara långsamt och beståndet är mycket känslig för jakt.
Bengueladelfinen lever mycket socialt i grupper av två till tio individer. De simmar särskild fort och hoppar ibland lodrätt ur vattnet. Efter en saltomortal dyker de åter ner i havet.
Födan utgörs bland annat av fiskar som lever i mindre stim, fiskar som vilar på havets botten samt av bläckfiskar.

## Utbredning
En systematisk undersökning över population och utbredning saknas. Arten iakttogs från Namibias norra gräns en bit norrut och söderut till Kapstaden. Många individer observerades vid Walvis Bay.

## Namnet
Det vetenskapliga epitet, heavisidii, syftar på en sjökapten med namnet Haviside som fångade det första exemplaret och tog med det till Storbritannien. Där förväxlades han med en annan sjöfarare och valforskare med namnet Heaviside. I några engelskspråkiga böcker kallas arten med det ursprungligen tänkta namnet, Haviside's Dolphin.